# BCS-teorin
BCS-teorin (uppkallad efter dess skapare: John Bardeen, Leon N. Cooper och Robert Schrieffer) är en fysikalisk teori som förklarar mekanismerna i supraledning, som innebär att vissa metaller vid mycket låga temperaturer kan leda ström helt utan motstånd. Bardeen, Cooper och Schrieffer fick nobelpris för teorin 1972.
Teorin säger att elektroner med motsatt spinn kan bilda så kallade Cooperpar. En elektron som rör sig i en ledare kommer att attrahera närliggande positiva laddningar i kristallgittret. Dessa deformationer gör att en annan elektron, med motsatt spinn, rör sig in i området med högre positiv laddningstäthet. Elektronerna bildar ett par och hålls ihop med en viss bindningsenergi. Att ett sådant par kan röra sig utan motstånd beror på att paret som helhet får spinn noll då elektronerna har motsatt spinn vilket gör paret till en boson. Då bosoner kyls tillräckligt bildar de ett Bose-Einsteinkondensat i vilket alla partiklar ligger i grundtillståndet. Bosonerna har då för låg energi för att växelverka med de oscillerande atomer i gittret.
År 1986 upptäcktes högtemperatursupraledare (supraledning vid upp till cirka 130 K). Vad som orsakar denna supraledning är ännu inte klarlagt. Det är möjligt att dessa effekter också ger upphov till supraledning också vid låga temperaturer för några material.